# Romeo no Aoi Sora
Romeo no Aoi Sora (ロミオの青い空, Romio no aoi sora; traduzido como "Os Céus Azuis de Romeu") é uma série de anime japonesa de 1995 produzida pela Nippon Animation . Foi baseado no romance Die schwarzen Brüder ("The Black Brothers/Os Irmãos de Negro") escrito em 1941 na Suíça pelo autor judeu Kurt Held mas foi publicado sob o nome de sua esposa Lisa Tetzner.

## Enredo
Um indivíduo misterioso chega a Sonogno, uma pequena aldeia na parte italiana da Suíça, cuja intenção é encontrar crianças órfãs ou pobres para envia-las para Milão e dar-lhes um duro trabalho de limpadoras de chaminés.  O homem quer levar Romeo com ele, mas o pai dele não deixa; no entanto, quando o milharal da família queima, Romeo decide voluntariamente ir e ganhar dinheiro para ajudar sua família.  A caminho em seu destino conhece Alfred, outro menino de sua idade que jura a ele amizade eterna, depois são separados para ir servir diferentes chefes.  A filha do novo chefe de Romeo, Angeletta, é uma menina com uma doença cardíaca que não permite que ela deixe o seu quarto; ela pede a Romeo que lhe traga o "céu azul".  Muitas outras aventuras esperam por Romeo nas ruas de Milão e mesmo que muitas delas não sejam agradáveis, ele sempre terá seus amigos que o ajudará seguir em frente .

## Personagens
Romeo
Com a voz de Ai Orikasa.
Um menino otimista e jovem, que muitas vezes corajosamente ajuda aqueles ao seu redor, sem auto-respeito. Ele se oferece para Luini como limpador de chaminés quando seu pai fica doente e não pode pagar por um médico. Ele é enviado para Milão onde ele aprende rapidamente o comércio mantendo sempre uma atitude positiva.
Os Irmãos BlackUm grupo de jovens limpadores de chaminés formado por Alfred e Romeo, consideram-se como família e trabalham juntos para resolver os conflitos.
PiccoloO animal de estimação de Romeo, um arminho, que estranhamente mantém o seu casaco de inverno ao longo da série.
Alfred
Com a voz de Toshiko Fujita.
O melhor amigo de Romeo, e na série do anime o herdeiro de uma grande fortuna. Ele e sua irmã Bianca foram abandonados pelo seus tios malvados que se chamavam Mauritio e Graziella, que cobiçavam a riqueza da família para si próprios e, portanto, assassinou os pais de Alfred pelo fogo. A fim de apoiar Bianca, Alfred vendeu seus serviços como um limpador de chaminés para Luini. Baseando-se em um favor antigo o Rei devia ao pai de Alfred, Alfred e Bianca, com a ajuda de Romeo e seus amigos, conseguem impedir os vilões, mas Alfred morre perto do final da série a partir de uma doença terminal.
Luini, o Deus da Morte
Com a voz de Tetsuo Komura.
Um homem cruel que visita cidades para comprar filhos, ele vai tão longe como destruir o sustento da família de Romeo, a fim de prendê-lo sob um contrato. Mais tarde, ele vende-los como limpadores de chaminés fazendo grandes somas de lucro.
Bianca
Com a voz de Akemi Okamura.
A irmã de Alfred. Capturada por seu tio e tia malvados, ela foi resgatada pelos esforços de Romeo, Alfred e os Irmãos Black. No final da série, como um adulto, ela se casa com Romeo depois que seu tempo de serviço em Milão acaba.
Rossi
Com a voz de Masahiro Anzai.
O chefe de Romeo, que o comprou.
Angeletta
Com a voz de Maria Kawamura.
Uma menina bonita que vive com Rossi. Abatida com uma doença prolongada, ela é incapaz de sair da cama, deixada sozinha em seu quarto.
Giovanni
Com a voz de Nobuyuki Hiyama.
O líder de uma gangue de rua juvenil chamada de Lobos que são considerados rivais dos Irmãos Black.
Nikita
Com a voz de Aya Ishizu.
A menina resistente, de cabelos vermelhos, que é membro da gangue de Giovanni. Apesar de começar como uma inimiga dos Irmãos Black, ela adota gradualmente uma atitude mais amigável em relação a eles, principalmente porque ela desenvolve uma paixão por Alfred.

## Episódios
1. Um acontecimento em uma vila dos Alpes
2. O começo do destino
3. Adeus, minha vila
4. O garoto no retrato
5. Uma noite em um Bar
6. O barco está afundando
7. A casa do anjo
8. Um presente do anjo
9. Uma carta de amor no luar
10. O bloco de desenho
11. Vamos se tornar amigos
12. Indo então com a névoa
13. A reunião no esgoto
14. Vamos embora!
15. Juramento do Onze
16. Alfred é meu rival!
17. O duelo na Igreja do Santo Bavila
18. A canção da união
19. A avó é uma bruxa
20. O fantoche de Teo
21. O segredo da Angeletta
22. Eu vi minha avó!
23. Adeus, Meu Anjo
24. Bianca
25. O irmão e a irmã se encontram novamente
26. A alma orgulhosa
27. Um longo dia
28. O jovem nobre Alfred
29. Para Sempre com Alfred
30. A última saudação
31. O tesouro real
32. A linda véspera de Natal
33. Para o céu, na asa da Liberdade![carece de fontes?]

## Outras mídias

### Artbook
- Romeo no Aoi Sora Megu Extra ISBN 4-88271-410-8.

### CDs
- Romeo no Aoi Sora Drama e a Banda Sonora Vol 1 WPC6-8128.
- Romeo no Aoi Sora Banda Sonora Original Vol 2 WPC6-8138.
- Sora E... (Tema de abertura) de Hiroko Kasahara WPD6-9037.